# Klerikalizem
Klerikalízem je težnja za uveljavitev klera (cerkvenih dostojanstvenikov) v družbenem in političnem življenju skupnosti izven področja verskega učenja.
V zgodovini človeških civilizacij je duhovstvo imelo različne vloge. V teokratskih družbah je v rokah klera vsa posvetna oblast; nasprotno pa je sodobno pravilo ločitve vere in države, po katerem naj se duhovstvo ukvarja samo z verskim učenjem in obredjem.
Kler, največkrat dobro organizirana družbena skupina, lahko doseže nesorazmeren vpliv na posvetno organizacijo oblasti z vplivom na zakonodajo (v zakonodajnem telesu, sedaj je to večinoma parlament), na sodno prakso, na nastavljanje visokih uradnikov. To tendenco, če je izrazita, imenujemo klerikalizem, nasprotovanje pa antiklerikalizem.
Izjema od pravila so verske organizacije, ki se doktrinarno, izrecno, omejujejo na duhovnost.
Ločitev vere in države je ustavno pravilo v Republiki Sloveniji.

## Primeri razmerij med cerkveno in državno oblastjo
Verovanja so vsekakor ena izmed opor družbenega ustroja, zaradi česar mora  vsaka oblast upoštevati ne le verovanja podložnikov ampak tudi vzpostaviti razmerje med oblastjo in duhovstvom religij, ki delujejo v državi.

### Teokracija
Primera teokracij, ko oblast v celoti temelji na religiji in jo izvaja duhovščina, sta v sodobnem svetu Iran in papeška država (Sveti sedež) Rimskokatoliške cerkve; s tem, da se papež spričo majhnosti preostalega državnega ozemlja Papeške države (mesto Vatikan), ukvarja predvsem z zadevami svetovne Rimskokatoliške cerkve.
Izrael temelji na judovstvu kot nacionalno-verskem konceptu. Zaradi notranjega ustroja judovske cerkve Izraela ni povsem teokratska država. Judovsko duhovstvo na posvetno oblast vpliva posredno, skozi verovanja državljanov.

### Formalna personalna unija cerkvene in posvetne oblasti
V Združenem kraljestvu in nekaterih skandinavskih državah (Danska, Norveška in Švedska) so kralji tudi cerkveni poglavarji, vendar je njihova funkcija tako v cerkveni kot posvetni oblasti zelo omejena.
V zgodovini je primerov enotnosti verske in posvetne oblasti bilo veliko. Rimski cesarji in egiptovski faraoni niso bili le verski in posvetni poglavarji ampak celo božanstva. Podobno je bilo v starem Egiptu, vendar so verjetno večjo moč od faraona imeli visoki svečeniki.

### Pravoslavje in oblast
Pravoslavne cerkve, so avtokefalne, kar že izraža povezanost cerkvene in državne oblasti. Pravoslavje je posebno politično prakso razvilo tako v  (bizantinskem imperiju kot v ruskem carstvu, pa tudi v manjših državah. Pravoslavni kler se je skušal čim bolj približati vladarju in lokalnim oblastem, a vladarja ne priznava kot nadrejenega cerkvi. Vladarje pridobiva z verskimi častmi, kot zaščitnike cerkve, božje maziljence in, posmrtno, z morebitnim posvečenjem v svetnike. Doktrina največje, ruske pravoslavne cerkve (RPC) razločuje pojma: cezaropapizem in papocezarizem - prvi naj bi označeval nadoblast carja nad cerkvijo, drugi pa nadoblast (patriarha) nad carjem. Doktrina RPC je »niti - niti«, zagovarja čim večjo povezanost obeh oblasti, brez nadoblasti ene ali druge. Pravoslavna cerkev se ne ukvarja z ustanavljanjem versko obarvanih strank, kot so na primer krščanske stranke v tistih strankarskih demokracijah, kjer ni dosledno izvedena ločitev vere in države.

### Rimskokatoliška cerkev in oblast
Zgodovinsko je Rimsko katoliška cerkev zahtevala nadoblast cerkve nad posvetno oblastjo. Obredno se to izkazuje s tem, da je papež krona kralje.

## Zgodovina razmerij med versko in posvetno oblastjo v Zahodni Evropi

### Srednjeveška Evropa
V srednjeveški Evropi je imela Rimsko-katoliška cerkev veliko moč, ne le na duhovnem področju, ampak tudi kot posvetna oblast. Poleg Papeške države, kjer je vladal papež, so imeli polno posvetno oblast tudi številni knezoškofi. Posesti, ki so jim vladali knezoškofi so bile najbolj pogoste v Svetem rimskem cesarstvu nemške narodnosti; v Sloveniji na primer Škofja Loka (Freisinški knezoškofi). Cerkveni dostojanstveniki so sodelovali pri oblasti tudi kot eden izmed stanov, in sicer kot prvi, najpomembnejši, stan.
Skozi cel srednji vek so v Zahodni Evropi posvetni vladarji bili boj s cerkveno  oblastjo. Najmočnejši vladar, francoski kralji so celo posegli v boj za papeški prestol in podprli »svojega« papeža v Avignonu (Avignonsko izgnanstvo.
Nasprotovanje posvetnim zahtevam, blišču in bogastvu RKC se je večkrat pojavljajo tudi znotraj cerkve. Značilni so spori znotraj frančiškanskih vrst, o obveznosti uboštva in vprašanjih delovanja med ljudmi (ločitev na Spirituale in Observante, preganjanje nekaterih frančiškanskih menihov).

### Evropa v novem veku, do leta 1948
Začetek novega veka označujejo tako odkritje Amerike, kot reformacija. V bojih za »pravo vero« je bilo pomembno tudi vprašanje razmerja med posvetno in cerkveno oblastjo. Nemški reformatorji so vzpostavili zavezništvo s plemstvom, niso pa podprli kmečkih upornikov. Reformacija je odprla pot večji osebni svobodi, zlasti za meščanstvo.
Formalno je cerkveno posvetno oblast odpihnila francoska revolucija. V avstrijskih deželah so Jožefinske reforme omejile vlogo cerkve že pred véliko revolucijo.
Sodobno pojmovanje klerikalizma in antiklerikalizma je smiselno šele z razvojem sodobnega množičnega političnega življenja, v Srednji Evropi praktično po meščansko-nacionalnih revolucijah leta 1948.

## Klerikalizem v Sloveniji
Nasprotovanje med klerikalno-konservativno in liberalno oziroma »levo« političnima opcijama je v Sloveniji posebno močno in usodno.

### Cepitev na klerikalno in liberalno politiko
V 19. stoletju razločimo več faz političnega dogajanja. Slovensko narodno budništvo, predvsem prosvetno delo, so pričeli Staroslovenci. Mladi rod, predvsem pesnikov in pisateljev, Mladoslovenci so v provincialni, pretežno kmetski slovenski prostor vnašali svobodomiselnost, vendar se vprašanje politične moči klera še ne izpostavlja, je še samoumevna. V 70. letih prevladuje slogaštvo, povezovanje vseh Slovenskih politikov za večjo moč nasproti Nemcem.

### Slogaštvo, kulturni boj
Slogaštvo se skrha v 80. letih.
Razdelitev na konservativno in liberalno strujo je zaznamoval ves čas do 1. svetovne vojne, to je čas kulturnega boja. Jedke spore podpihujeta obe strani, na konservativno-klerikalni strani je najostrejši ideolog Anton Mahnič, na liberalni strani pa je najvidnejši politik in literat Ivan Tavčar. Tavčar je leta 1891 objavil strupeno satiro-utopijo, roman »4000«, ki riše pričakovane posledice klerikalizma.
Čeprav v slovenski politiki vse do 2. svetovne vojne prevladuje zgodovinska Slovenska ljudska stranka, katere najvidnejši zgodnja voditelja sta bila Janez E. Krek in  Ivana Šušteršiča, imajo idejno močne nasprotnike v slovenskih liberalcih (I. Tavčar) in kasneje socialistih (Ivan Cankar).
Tik pred 1. svetovno vojno konservativni tabor, stranko SLS, še vedno v polemikah označujejo kot klerikalce, notranje pa se že razslojuje v krščansko-konservativno in krščansko-socialno smer. Ti dve smeri se postopoma razideta; nastaneta izraziti krščansko-socialistična in konservativna (klerikalna) smer.

### Po prvi svetovni vojni
Klerikalno-liberalni spori se nadaljujejo tudi po vojni, a se pojavijo nove usmeritve, socialistične in komunistične, ter nove okoliščine v Kraljevini Jugoslaviji. Nadaljnje drobljenje SLS se izkaže za usodno za čas pred in med drugo svetovno vojno, vse do današnjih dni. Novi vodja SLS je po prvi vojni postal Anton Korošec, ki je bil spreten politik tako na domačih slovenskih tleh kot v Beogradu.
Sam Korošec je bil sicer konservativen krščanski politik, a demokrat. Znotraj krščanskega tabora pa so se nekateri politiki približevali korporativističnim zamislim, ki jih je priporočala tudi enciklika Pija XI. Quadragesimo Anno. V tem času se pojavljajo po Evropi tudi klerofašistične tendence, ki jim slovenska katoliška politika ni bila povsem tuja. V pripravah na odločilni boj proti svetovnemu komunizmu so se katoliki celo militarizirali (Katoliška akcija, Stražarji, vodja Lambert Ehrlich).
Politične razmere v Sloveniji stranko SLS in njene duhovne voditelje-klerike opredeljujejo kot klerikalno stranko, saj so se krščanski socialisti, ki bi gibanje uravnotežili, že idejno izločili (Andrej Gosar, Edvard Kocbek; ustanovitev stranke je bila v pripravi).
Ob začetku druge svetovne vojne se stoletni konservativno-liberalni (klerikalno-levičarski) spor ni polegel, so se pa skupine prerazporedile.

### Druga svetovna vojna; kolaboracija in posledice
Takoj po vdoru vojne v Slovenijo, aprila 1941, se je slovenska politika na novo polarizirala.